# Długopole-Zdrój
Długopole-Zdrój est une localité polonaise de la gmina de Bystrzyca Kłodzka, située dans le powiat de Kłodzko en voïvodie de Basse-Silésie.